# Communauté de communes Isle Vern Salembre en Périgord
La communauté de communes Isle Vern Salembre en Périgord est une structure intercommunale française située dans le département de la Dordogne, en région Nouvelle-Aquitaine.

## Histoire
Le projet de fusion aboutissant à la communauté de communes Isle Vern Salembre en Périgord a été acté par l'arrêté préfectoral 121326 du 6 décembre 2012, et sa création est effective le 1er janvier 2014.
Elle est issue de la fusion de la communauté de communes Astérienne Isle et Vern, de la communauté de communes de la Moyenne Vallée de l'Isle (sauf Beaupouyet qui a rejoint la communauté de communes du Mussidanais en Périgord) et de la communauté de communes de la Vallée du Salembre. Cet ensemble comprend dix-sept communes sur un territoire de 304,53 km2.
Au 1er janvier 2017, Manzac-sur-Vern la quitte pour rejoindre la communauté d'agglomération Le Grand Périgueux ; l'intercommunalité s'étend alors sur un territoire de 284,57 km2.

## Administration
| Période                                  | Période      | Identité          | Étiquette     | Qualité |
| ---------------------------------------- | ------------ | ----------------- | ------------- | --- |
| Les données manquantes sont à compléter. |              |                   |               | |
| janvier 2014                             | avril 2014   | ?                 |               | |
| avril 2014                               | juillet 2020 | Jacques Ranoux    | Apparenté PCF | Maire de Montrem (1995-2020)                                                                                               |
| juillet 2020                             | En cours     | Jean-Michel Magne | PS            | Chef d'entreprise Maire de Chantérac (depuis 2001) Conseiller départemental du canton de la Vallée de l'Isle (depuis 2015) |

## Territoire communautaire

### Géographie physique
Située au centre-ouest  du département de la Dordogne, la communauté de communes Isle Vern Salembre en Périgord regroupe 16 communes et présente une superficie de 284,6 km2.

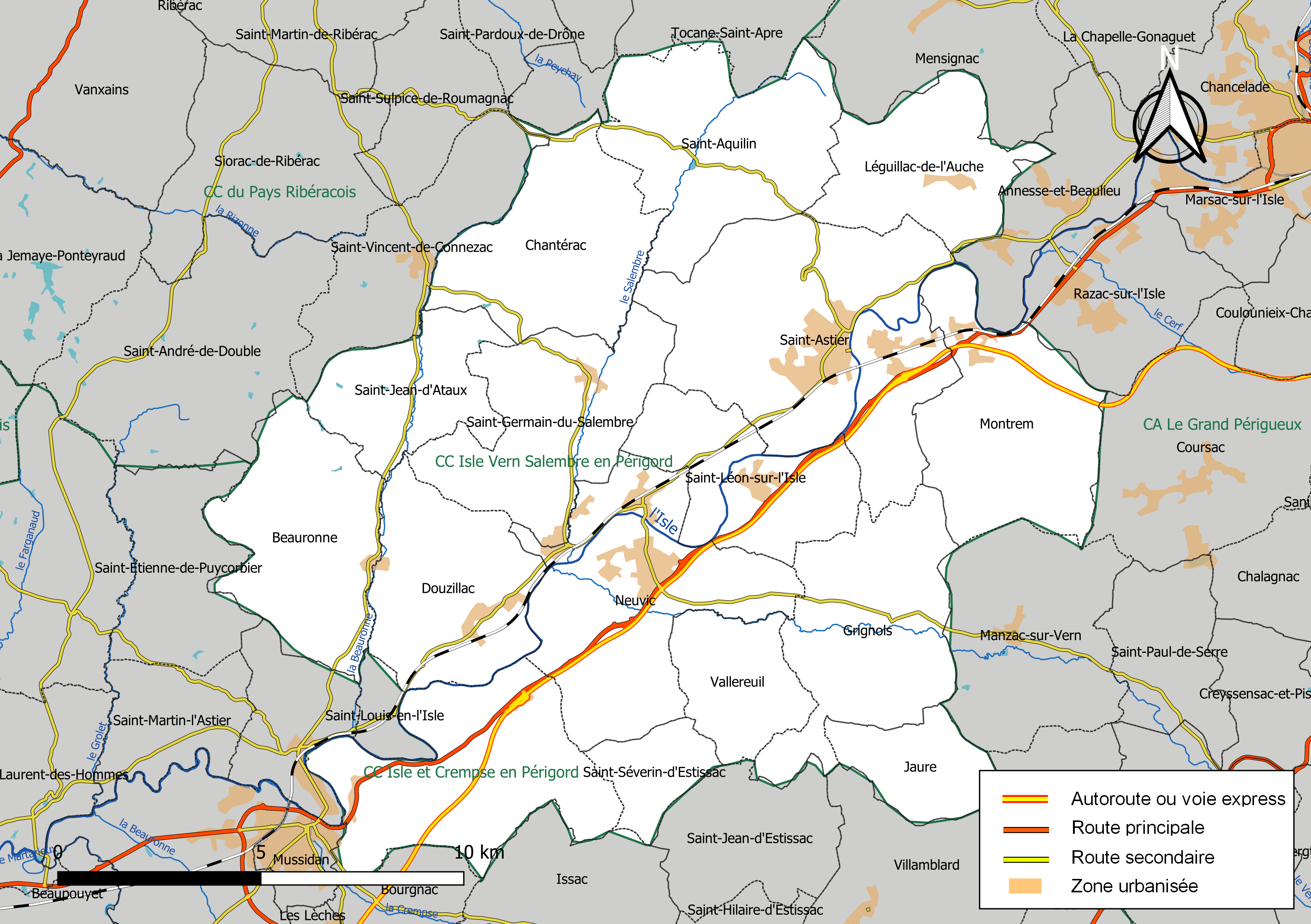
Carte de la communauté de communes Isle Vern Salembre en Périgord au 1er janvier 2019.

### Composition
La communauté de communes est composée des 16 communes suivantes :

| Nom                       | Code Insee | Gentilé                     | Superficie (km2) | Population (dernière pop. légale) | Densité (hab./km2) |
| ------------------------- | ---------- | --------------------------- | ---------------- | --------------------------------- | ------------------ |
| Saint-Astier (siège)      | 24372      | Astériens                   | 34,25            | 5 309 (2022)                      | 155                |
| Beauronne                 | 24032      | Beauronnais                 | 19,24            | 372 (2022)                        | 19                 |
| Chantérac                 | 24104      | Chanteracois                | 18,94            | 647 (2022)                        | 34                 |
| Douzillac                 | 24157      | Douzillacois                | 17,17            | 846 (2022)                        | 49                 |
| Grignols                  | 24205      | Grignolais                  | 20,41            | 668 (2022)                        | 33                 |
| Jaure                     | 24213      | Jaurands                    | 7,54             | 178 (2022)                        | 24                 |
| Léguillac-de-l'Auche      | 24236      | Leguillacois                | 14,31            | 974 (2022)                        | 68                 |
| Montrem                   | 24295      | Montremois                  | 20,15            | 1 203 (2022)                      | 60                 |
| Neuvic                    | 24309      | Neuvicois                   | 25,82            | 3 663 (2022)                      | 142                |
| Saint-Aquilin             | 24371      | Aquilinois                  | 22,35            | 463 (2022)                        | 21                 |
| Saint-Germain-du-Salembre | 24418      | Salembrais                  | 19,55            | 906 (2022)                        | 46                 |
| Saint-Jean-d'Ataux        | 24424      | Atauziens ou Saint-Jeannois | 12,11            | 132 (2022)                        | 11                 |
| Saint-Léon-sur-l'Isle     | 24442      | Saint-Léonnais              | 14,78            | 2 072 (2022)                      | 140                |
| Saint-Séverin-d'Estissac  | 24502      |                             | 5,31             | 91 (2022)                         | 17                 |
| Sourzac                   | 24543      | Sourzacois                  | 23,37            | 1 127 (2022)                      | 48                 |
| Vallereuil                | 24562      | Vallerois                   | 9,27             | 261 (2022)                        | 28                 |

### Démographie
Le tableau et le graphique ci-dessous correspondent au périmètre actuel de la Communauté de communes Isle Vern Salembre en Périgord, qui n'a été créée qu'en 2014.
| 1968   | 1975   | 1982   | 1990   | 1999   | 2008   | 2013   | 2019   |
| ------ | ------ | ------ | ------ | ------ | ------ | ------ | ------ |
| 14 255 | 14 666 | 15 201 | 15 825 | 16 852 | 18 353 | 18 909 | 18 837 |

## Représentation
À partir du renouvellement des conseils municipaux de mars 2014, le nombre de délégués siégeant au conseil communautaire est le suivant : cinq communes disposent d'un siège. Neuf autres en ont deux. Les plus peuplées, en ont plus (trois pour Saint-Léon-sur-l'Isle, six pour Neuvic et neuf pour Saint-Astier), ce qui fait un total de 41 conseillers communautaires.
Au renouvellement des conseils municipaux de mars 2020, le conseil communautaire de la communauté de communes se compose de 32 délégués représentant chacune des communes membres et élus pour une durée de six ans.
Ils sont répartis comme suit :
| Nombre de délégués | Communes                       |
| ------------------ | ------------------------------ |
| 9                  | Saint-Astier                   |
| 6                  | Neuvic                         |
| 3                  | Saint-Léon-sur-l'Isle          |
| 2                  | Montrem                        |
| 1                  | chacune des 12 autres communes |

## Compétences
Les compétences harmonisées de la communauté de communes sont les suivantes :
Compétences obligatoires
- Aménagement de l'espace communautaire pour la conduite d'actions d'intérêt communautaire :
  - schéma de cohérence territoriale et schéma de secteur ;
  - plan local d'urbanisme, documents d'urbanisme en tenant lieu et carte communale ;
  - zones d'aménagement concerté d'intérêt communautaire.
- Développement économique : aménagement, entretien et gestion de zones d'activité industrielle, commerciale, tertiaire, artisanale ou touristique qui sont d'intérêt communautaire, actions de développement économique d'intérêt communautaire.
- Création ou aménagement et entretien de voirie d'intérêt communautaire.
- Collecte et traitement des déchets des ménages et déchets assimilés.
- Développement et aménagement sportif de l'espace communautaire : construction, aménagement, entretien et gestion des équipements sportifs d'intérêt communautaire.

Compétences supplémentaires
- Protection de l'environnement :
  - restauration et mise en valeur du petit patrimoine (lavoirs, fontaines, puits, édicules, etc.) ;
  - actions, équipements et aménagements innovants sur les bassins versants ;
  - service public d'assainissement non collectif.
- Construction, entretien et fonctionnement d'équipements de l'enseignement élémentaire et pré-élémentaire :
  - écoles maternelles et primaires ;
  - cantines et restauration scolaire ;
  - centre de loisirs sans hébergement avant et après les horaires scolaires, ainsi que pendant les vacances scolaires.
- Petite enfance et jeunesse :
  - micro-crèches, crèches, haltes-garderies, garderies, relais assistantes-maternelles, ludothèques ;
  - jeunesse : structures d'intérêt communautaire.
- Action sociale d'intérêt communautaire :
  - service de portage de repas à domicile et aides à domicile ;
  - centre intercommunal d'action sociale.
- Politique du logement et du cadre de vie d'intérêt communautaire.
- Aménagement numérique ainsi qu'il résulte de l'article L. 1425-1 du Code général des collectivités territoriales (CGCT).

Convention de mandat
- Une maîtrise d'ouvrage déléguée pourra être confiée à la communauté de communes sur toutes opérations de nature à intéresser tout ou partie de son territoire selon la loi no 85-704 du 12 juillet 1985 relative à la maîtrise d'ouvrage publique et à ses rapports avec la maîtrise d'ouvrage privée et conformément à son objet social.
- La communauté de communes pourra réaliser des prestations à titre accessoire conformément aux dispositions de l'article L.5211-56 du CGCT.

Commune de Manzac-sur-Vern
- Au 1er janvier 2017, Manzac-sur-Vern quitte l'intercommunalité et rejoint la communauté d'agglomération Le Grand Périgueux[10]. En accord avec cette dernière, Isle Vern Salembre en Périgord continuera à lui assurer deux services : le portage de repas à domicile et l'accès à la déchèterie de Saint-Astier[10].